# てっぺん (広島テレビ)
『てっぺん』は、2006年10月21日から広島テレビで放送されている情報番組。2007年9月以前のタイトルロゴでは「てっぺん!」と表記されていた。毎週金曜深夜26時 - 26時15分の15分番組。

## 内容
前番組『みずほの恋スルてんむす』と同様に、音楽やライブ、映画や舞台などのエンターテインメント情報をインタビューを交えながら紹介する。エンターテインメント情報コーナー以外にも広島テレビアナウンサーの森拓磨によるバラエティコーナーが設けられており、硬派な内容の番組が多い広テレ番組の中では比較的ゆるい内容となっている。
広島テレビの10分以上の情報番組で唯一ハイビジョン放送を行っていなかったが、2010年4月2日放送分からハイビジョン放送になった。

## 出演者

### 現在の出演者
- 兼永みのり（映画担当）
- 阿部明日香
- 木村那津美（2025年4月18日[1] - ）MC

### 過去の出演者
- 西名みずほ（広島テレビアナウンサー、2006年10月 - 2007年1月、2006年10月21日 - 2007年8月31日）MC - 『テレビ宣言』メイン司会就任のために卒業。
- 森拓磨（広島テレビアナウンサー、2007年9月7日 - 2011年3月）MC
- 森本ケンタ（森拓磨MC時代）
- 宮脇靖知（広島テレビアナウンサー、2011年 - 2017年3月）MC
- 泉田文佳（2013年4月 - 2016年3月）
- MMJ（2016年4月 -2017年3月）
- 表優希（2017年4月 - 2019年3月22日卒業[2]）
- 小野宏樹（広島テレビアナウンサー、2017年4月7日 - 2021年3月）MC
- 東園恵（2017年4月 - 2021年3月）
- 松岡絵梨子（ - 2021年3月）ナレーション
- 動道歩美（2019年4月 - 2023年3月）
- 澤村優輝（2021年4月 - 2024年3月）MC
- 木村和美（2024年4月 - 2025年4月4日）MC

## 放送時間
いずれもJST。
- 土曜日 26:00 - 26:15 （日曜日 2:00 - 2:15、2006年10月 - 2007年1月）
- 金曜日 25時台または26時台（土曜日 1時台または2時台、不明 - 現在）